# Oplophorus foliaceus
Oplophorus foliaceus är en kräftdjursart som beskrevs av M. J. Rathbun 1906. Oplophorus foliaceus ingår i släktet Oplophorus och familjen Oplophoridae. Inga underarter finns listade i Catalogue of Life.